# Marko Mitrović
Marko Mitrović (Malmö, Suecia, 27 de junio de 1992) es un futbolista sueco, pero de ascendencia serbia. Se desempeña como delantero y actualmente milita en el Brescia de la Serie B de Italia. Por su forma de juego, ha sido comparado con Zlatan Ibrahimović. 

## Trayectoria
Marko comenzó su carrera futbolística en el Malmö FF de la Allsvenskan de Suecia. En enero de 2008, la Academia del Chelsea Football Club selló su transferencia, uniéndose al Chelsea hasta junio, con algunos viajes a Londres para adaptarse al equipo. Luego de confirmarse su traspaso, Marko perdió regularidad en el Malmö, debido a que el club estaba decepcionado con su decisión de irse al Chelsea. Sin embargo, cuando Marko jugaba, siempre anotaba, lo que lo caracterizó como un goleador nato.
Su llegada al Chelsea se retrasó debido a su participación en el Campeonato Nórdico Sub-16 con la Selección de Suecia. En dicho torneo, Marko anotó 7 goles en 4 partidos, convirtiéndose en el goleador del torneo.
Marko destacó con el equipo juvenil desde su llegada, convirtiéndose rápidamente en el goleador del equipo, por sobre otros jugadores como Scott Sinclair, Miroslav Stoch, Gaël Kakuta y Fabio Borini. En la Cobham Cup durante la pretemporada, Marko fue el goleador de la competencia. La temporada 2008-09 estuvo plagada de lesiones, debido a problemas en el muslo, en la espalda y en el tobillo. Sin embargo, Marko se las ingenió para anotar 5 goles en 15 partidos, de los cuales disputó 8 como titular.
En la temporada 2009-10, Marko explotó como jugador, anotando 12 goles en 19 partidos. También se convirtió en parte fundamental del equipo en la FA Youth Cup, en la cual anotó goles importantes, incluyendo un gol en la final ante el Aston Villa el 4 de mayo de 2010, ayudando a que su equipo se consagrara campeón.
En septiembre de 2010, Marko fue inscrito en la Lista B de la plantilla que disputó la Liga de Campeones, utilizando el dorsal #53.

## Selección nacional
Marko ha sido internacional con la Selección de Suecia Sub-16, Sub-17 y Sub-19.

## Clubes
| Club            | País         | Año       |
| --------------- | ------------ | --------- |
| Chelsea F. C.   | Inglaterra   | 2010-2012 |
| Brescia Calcio  | Italia       | 2012-2014 |
| F. C. Eindhoven | Países Bajos | 2014-2016 |
| Randers F. C.   | Dinamarca    | 2016-Act. |